# Kirkwood Range
Die Kirkwood Range ist eine Gebirgskette der Prince Albert Mountains an der Scott-Küste des ostantarktischen Viktorialands. Sie erstreckt sich in nord-südlicher Ausrichtung vom Fry-Gletscher bis zum Mawson-Gletscher. Ein niedrig gelegenes Plateau der Kette wird vom Oates-Piedmont-Gletscher eingenommen.
Der neuseeländische Mannschaftsteil bei der Commonwealth Trans-Antarctic Expedition (1955–1958) benannte sie nach Captain Henry W. Kirkwood (1910–1977) von der Royal Navy, Schiffsführer des Versorgungsschiffs HMNZS Endeavour (vormals RRS John Biscoe) im Rahmen dieser Forschungsreise.

## Weblinks

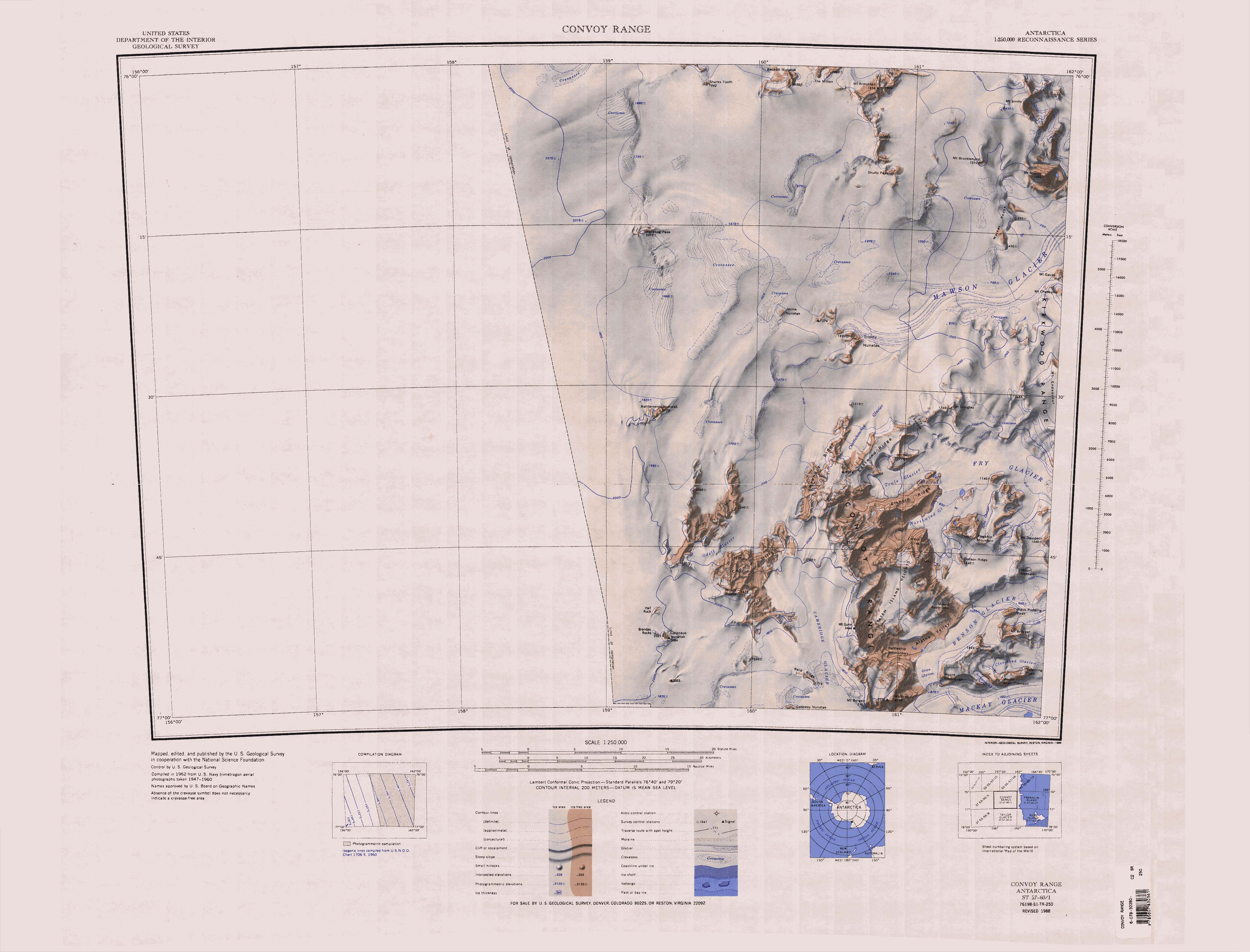
Kirkwood Range am rechten Kartenrand
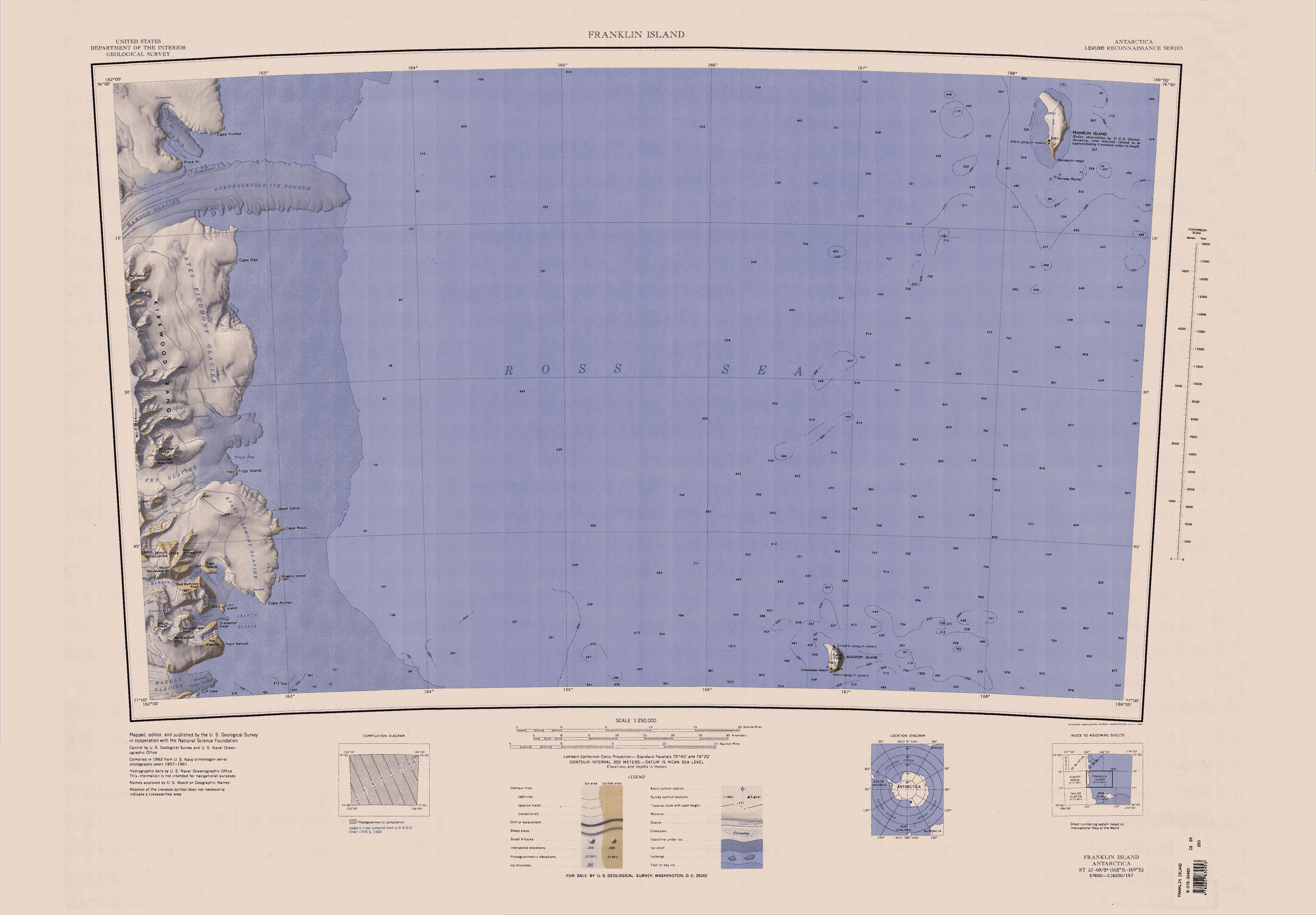
Kirkwood Range am linken Kartenrand